# مارغريت دوريل
مارغريت دوريل (مارغو) (بالإنجليزية: Margaret Durrell)‏ مواليد 4 مايو 1920 - الوفاة 16 يناير 2007، هي كاتبة مذكرات إنجليزية، والدها هو المهندس لورانس صموئيل دوريل [الإنجليزية] ووالدتها هي الروائية لويزا دوريل، وهي شقيقة الشاعر والروائي وكاتب السير الذاتية لورانس دوريل وشقيقة الكاتب وعالم الأحياء جيرالد دوريل.
ولدت مارغريت في الهند البريطانية ونشأت في الهند وإنجلترا. في عام 1935 رافقت والدتها وأخويها جيرالد وليسلي إلى جزيرة كورفو حيث لحقوا شقيقها الأكبر لورانس الذي انتقل إلى هناك مع زوجته الأولى نانسي مايرز. عادت والدتها جيرالد وليسلي إلى إنجلترا بحلول عام 1939 مع اندلاع الحرب العالمية الثانية، لكن مارغريت قررت أن موطنها ومنزلها الحقيقي كان في كورفو وبقيت في الجزيرة، حيث تقاسمت كوخًا ريفيًا مع بعض الأصدقاء المحليين.
التقت بطيار سلاح الجو الملكي البريطاني جاك بريز في وقت لاحق من نفس العام، والذي كان يتمركز في الجزيرة. أقنعها بمخاطر البقاء في جزيرة كورفو وسافرا معًا إلى جنوب إفريقيا، وتزوجا في عام 1940، ثم عاشوا في جنوب إفريقيا لما تبقى من الحرب. انتقلوا إلى بورنموث بعد الحرب وأنجبت طفلين جيري ونيكولاس.
طلقت مارغريت زوجها واشترت ممتلكات كبيرة بالقرب من منزل والدتها في بورنموث، وحولته إلى منزل داخلي. كانت مجموعة جيرالد دوريل الأساسية لحديقة الحيوان الخاصة به موجودة في البداية في الحديقة الخلفية ومرآب السيارات. في وقت لاحق، تزوجت مارغريت من الموسيقار مالكولم دنكان. كانت لا تزال تحن إلى اليونان، لذا تقدمت بطلب للحصول على رحلة على متن سفينة سياحية يونانية متجهة إلى منطقة البحر الكاريبي حيث رأت إعلانا عنها في إحدى الصحف.
كتابها كل ما حدث لمارغريت؟ هي قصة فكاهية عن تجاربها باعتبارها صاحبة ملكية في بورنموث في أواخر الأربعينات من القرن العشرين يتضمن تفاصيل عن حياة عائلتها، وخاصة ليسلي وجيرالد ولويزا بعد وقتهم في كورفو. يبدو أن المخطوطة كُتبت في الستينات، ولكن تم اكتشافها بعد مرور ما يقرب من 40 عامًا ونشرت في عام 1995.

## الوفاة
توفيت دوريل في السادس عشر من يناير عام 2007م.